# هیمی، تویاما
هیمی در استان تویاما در کشور ژاپن واقع شده‌است  که دارای جمعیت ۵۳٬۳۱۶ نفر و مساحت ۲۳۰٫۴۷ کیلومتر مربع با تراکم جمعیت ۲۳۱  نفر در کیلومترمربع است و در تاریخ ۱ اوت ۱۹۵۲ به عنوان شهر شناخته شد.